# Židovské podzemí
Židovské podzemí (hebrejsky: המחתרת היהודית, anglicky: The Jewish Underground) byla židovská teroristická organizace, tvořena prominentními členy izraelského politického hnutí Guš emunim, která existovala v letech 1979 až 1984. Vznikla po uzavření dohod z Camp Davidu a čítala zhruba 25 členů. V jejím vedení stáli Jehuda Ecijon, Menachem Livni a Jošua Šošan. Mezi akce organizace patřily bombové útoky na palestinské představitele (např. starosty Nábulusu a Ramalláhu), granátové útoky a vražda čtyř palestinských studentů v Hebronu z roku 1984. Skupina též plánovala bombový útok na arabské autobusy a zničení Skalního dómu a mešity Al-Aksá na Chrámové hoře v Jeruzalémě.

## Vražda studentů vHebronu
V roce 1984 zabili Menachem Livni, Šaul Nir a Uzi Šarbav z Židovského podzemí čtyři palestinské studenty islámské univerzity v Hebronu. Za svůj čin byli odsouzeni k doživotnímu odnětí svobody. Prezident Chajim Herzog však snížil jejich trest nejprve na 24 let odnětí svobody, následně na 15 let a nakonec, v roce 1989, na 10 let odnětí svobody, čímž umožnil, aby byli dotyční po dvou letech propuštěni za dobré chování. Podle Čejky (2011) vyšlo později najevo, že „hlavním důvodem zmírnění trestů byl velký tlak od premiéra Šamira a ministra spravedlnosti Dana Meridora.“

## Útok na mešity na Chrámové hoře
V roce 1984 plánovalo Židovské podzemí útok na zmíněné mešity na Chrámové hoře, které zamýšlelo vyhodit do povětří. To měli členové skupiny provést 28 náložemi, vyrobenými z výbušnin zcizených z armádních základen na Golanských výšinách. Vycvičili zvláštní skupinu, která měla útok provést. V důsledku vnitřních sporů však byla operace před svým provedením odhalena izraelskou zpravodajskou službou Šin Bet. Během následného vyšetřování vypověděl jeden ze členů Židovského podzemí motivy tohoto útoku:
| „ | Zničení mešity na Chrámové hoře popudí miliony muslimů po celém světě. Pravděpodobně dojde k válce, která vyústí ve válku světovou. V této válce dojde k obrovským ztrátám na životech. Muslimové však budou nakonec zničeni. Proces vykoupení tak postoupí dále, až bude vše připraveno na příchod Mesiáše. | “ |

Členové skupiny, kteří útok připravovali, byli odsouzeni k doživotnímu odnětí svobody. V roce 1990 jim však prezident Herzog jejich trest snížil, díky čemuž byli po šesti letech propuštěni.